# Athalie interrogeant Joas (1741)
Ne doit pas être confondu avec Athalie interrogeant Joas (1747).
Athalie interroge Joas est une peinture à l'huile sur toile réalisée par Charles Antoine Coypel en 1741. Elle est conservée au musée des beaux-arts de Brest. L'œuvre est datée et signée.

## Histoire

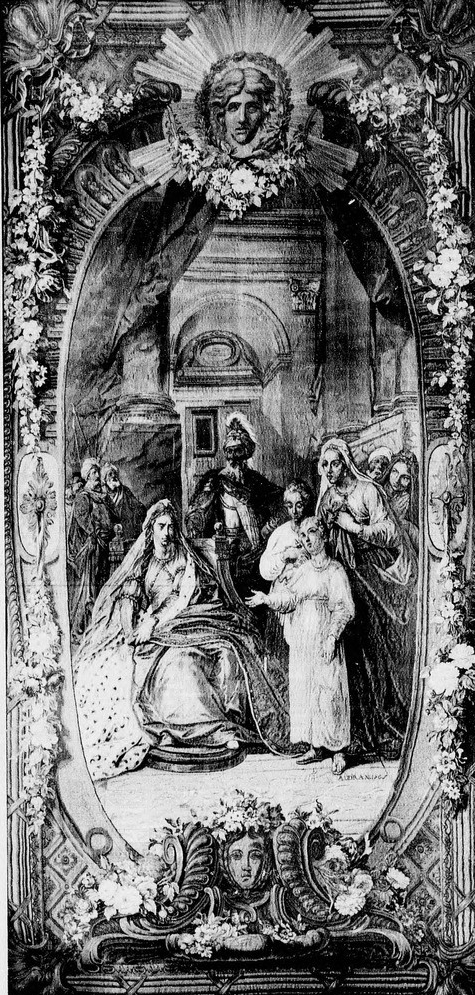
Tapisserie Athalie interrogeant Joas, catalogue de 1898.

L'œuvre a été réalisée pour le Salon de 1741 et a connu un grand succès, les contemporains félicitant la réussite du traitement expressif des personnages. Elle est acquise dans le commerce parisien par le musée de Brest en 1967.
L'œuvre est répétée pour le roi Louis XV à la demande de Charles François Paul Le Normant de Tournehem en 1747 (actuellement conservée au musée Bernard d'Agesci de Niort).
Elle sert de modèle à une copie avec variante de Clément Belle, conservée au musée des Beaux-Arts de Chartres, destinée à la manufacture des Gobelins pour la réalisation de la tenture des scènes d'opéra, de tragédie et de comédie. Du fait des contraintes du tissage, le format horizontal est transformé en format vertical et les personnages secondaires sont redisposés.

## Description

### Sujet
Le tableau illustre la scène 7 de l’acte II de la pièce Athalie de Jean Racine. Il représente le moment où le jeune Joas (debout au centre) est présenté à Athalie (assise) par Josabeth ; Athalie reconnait avec crainte le jeune homme qu'elle a vu en rêve. Athalie trône richement vêtue d'une robe de gaze d'or et d'une pelisse de tigre. De nombreux personnages participent à la scène et leur silence contribue à la tension de l'évènement. Le personnage d'Abner se tient debout à gauche.
L’ensemble se déroule dans un vestibule de l’appartement du grand prêtre du temple de Jérusalem.

### Composition
L'œuvre se présente à mi-chemin entre la scène de théâtre et la scène historique dont la pièce est inspirée. Le décor dépouillé, fermé par de lourds rideaux, encadre la scène autour des deux personnages principaux. L'architecture de la scène évoque l'Antiquité sans rechercher une véracité archéologique. Les tenues des personnages participent au traitement antiquisant et les vêtements orientalisants d'Athalie soulignent son statut de reine étrangère.

### Modèles

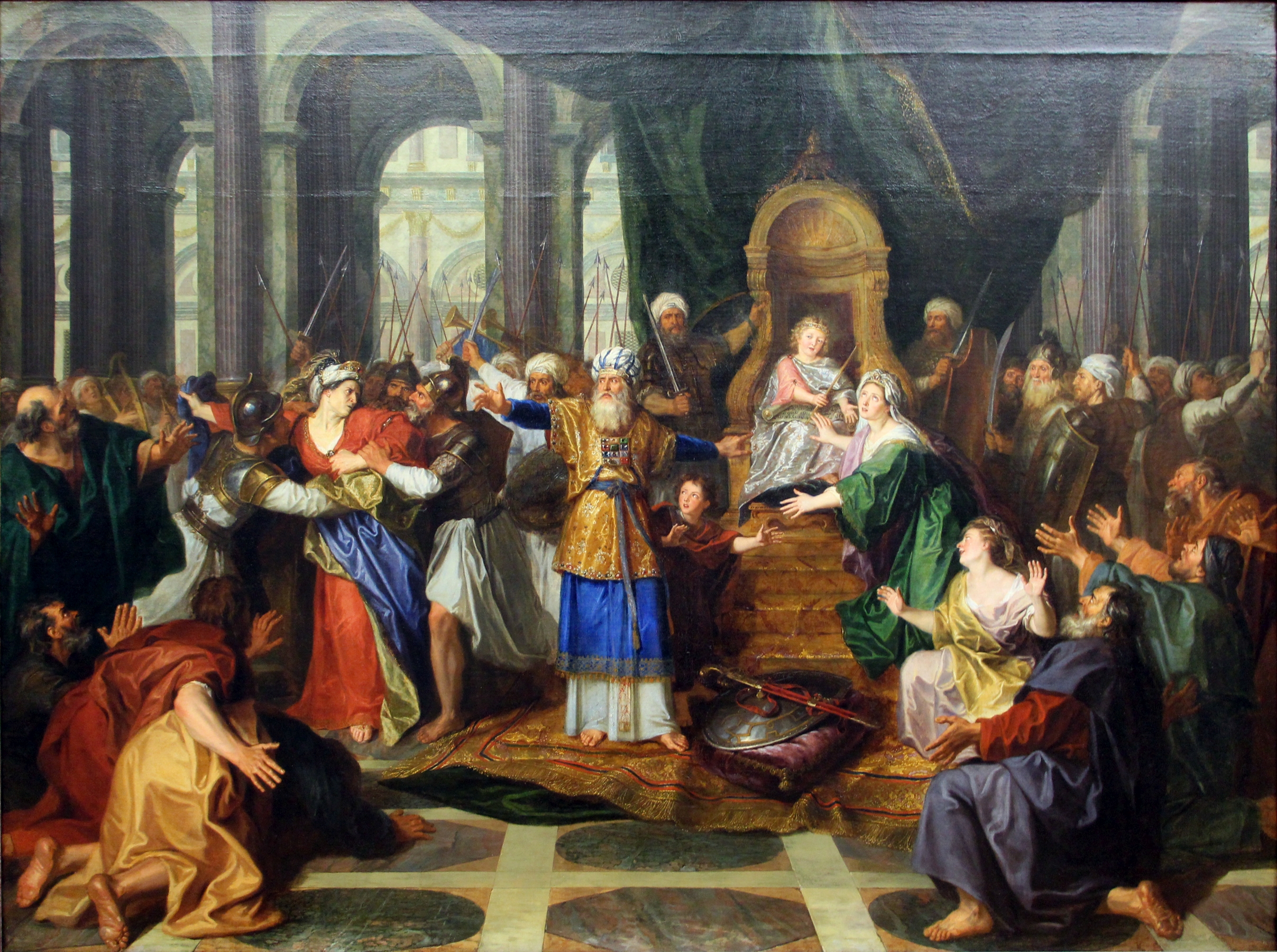
Antoine Coypel, Athalie chassée du Temple, 1697, musée du Louvre

Le père du peintre, Antoine Coypel, a lui aussi réalisé un tableau illustrant Athalie de Racine : Athalie chassée du Temple (avant 1697, Louvre).
Charles-Antoine Coypel a par ailleurs réalisé un portrait à la pierre noire et au pastel de La Femme de Putiphar qui reprend des traits similaires à ceux utilisés pour Athalie. Le traitement du visage de Joas est également propre à la manière de Coypel et se retrouve dans plusieurs de ses œuvres.

## Réception et postérité
Le tableau a obtenu un grand succès au Salon de 1741 : la demande de répétition faite par le roi en 1747 et la tenture exécutée sur son modèle confirment ce succès. Quelques critiques furent toutefois émises quant au traitement du visage de Joas, comparé à une figure de cire, et quant aux personnages à l'arrière-plan, trop faiblement individualisés.
L'œuvre a été incluse dans l'exposition Le théâtre des passions, 1697-1759, au musée des beaux-arts de Nantes du 11 février au 22 mai 2011, au côté de tableaux d'Antoine Coypel, Jean-François de Troy et Carle Van Loo.